# Hendrik Denijs
Hendrik Denijs s.j., ook Denys of, gelatiniseerd, Henricus Dionysius, (Nijmegen, 1518 - Maastricht, 8 november 1571), was een Zuid-Nederlands jezuïet, Rooms-katholiek prediker, rector en wegbereider van het Maastrichtse Jezuïetenklooster. Om die reden werd hij de "apostel van Maastricht" genoemd.
Denijs behaalde in 1539 zijn magister artium aan de Universiteit Leuven en was daarna kanunnik aan de Sint-Stevenskerk in zijn geboortestad Nijmegen, waar hij onder invloed van Petrus Canisius jezuïet werd.
Na een verblijf te Rome, waar hij in 1554 zijn plechtige kloostergeloften aflegde, was hij actief als prediker in de geest van de Contrareformatie en het Concilie van Trente in Keulen (1556-61, 1563-64) en Braunschweig (1561-63). Op 17 augustus 1564 werd hij rector van de in 1551 opgerichte universiteit van Dillingen, die vanaf dat moment formeel jezuïetenuniversiteit werd.
In 1566 werd hij door de Luikse bisschop Gerard van Groesbeek naar Maastricht gehaald ter bestrijding van de ketterij. In Maastricht woedde in het najaar van 1566 de Beeldenstorm. Denijs trad in Maastricht in het voetspoor van de jezuïetenpaters Cornelis Vishaven en Antonius Vinck, die er sinds 1546 predikten tegen de Reformatie en wederdoperij, en werkte er samen met Arnold Hezius. Volgens sommige bronnen zou Denijs in Maastricht door zijn charismatische preken minstens duizend protestanten hebben weten te "bekeren". Omdat de jezuïeten in Maastricht nog geen eigen klooster bezaten, woonde Denijs aanvankelijk bij de deken van het Onze-Lieve-Vrouwekapittel, Richard van Merode, later bij de deken van het Sint-Servaaskapittel, Nicolaas van der Straeten. Deze laatste gold, evenals Denijs, als fel bestrijder van de Reformatie.
Hendrik Denijs werd in 1571 begraven op het hoogkoor van de Kruisherenkerk in Maastricht, waar drie jaar later zijn vriend Van der Straeten in hetzelfde graf werd bijgezet. De stichting van het Maastrichtse Jezuïetencollege (1575) maakte geen van beiden mee.